# قائمة رؤساء حكومات جمهورية أفريقيا الوسطى
تسرد هذه المقالة رؤساء حكومات جمهورية إفريقيا الوسطى. كان هناك خمسة وعشرون رئيس حكومة لجمهورية إفريقيا الوسطى وإمبراطورية إفريقيا الوسطى. تم إنشاء منصب رئيس الوزراء، رئيس الحكومة، عندما أصبحت جمهورية إفريقيا الوسطى إقليمًا مستقلًا تابعًا لفرنسا في ديسمبر 1958. كان في الأصل أعلى منصب في جمهورية إفريقيا الوسطى، على الرغم من أن فرنسا احتفظت بحاكم في الإقليم. بعد أن أعلنت جمهورية إفريقيا الوسطى استقلالها وأصبحت جمهورية في 13 أغسطس 1960، شغل ديفيد داكو منصبي رئيس الوزراء ورئيس جمهورية إفريقيا الوسطى اللذين تم إنشاؤهما حديثًا لفترة وجيزة قبل إلغاء منصب رئيس الوزراء ووضع كل السلطة التنفيذية في مكتب الرئيس.
أعاد الرئيس جان بيدل بوكاسا منصب رئيس الوزراء لمساعدته في حكم البلاد في عام 1975، قبل وقت قصير من إعلان نفسه إمبراطورًا. واختار إليزابيث دوميتيان [الإنجليزية] كرئيسة للوزراء، والتي أصبحت أول رئيسة حكومة في إفريقيا. بعد إقالة دوميتيان من منصبه، عين بوكاسا أنجي فيليكس باتاسي [الإنجليزية] ليصبح رئيس الوزراء التالي له. واصل باتاسيه العمل كرئيس للوزراء بعد أن أعلن بوكاسا تأسيس إمبراطورية إفريقيا الوسطى في ديسمبر 1976. خلف هنري مايدو [الإنجليزية] باتاسيه واستمر في العمل كرئيس للوزراء بعد الإطاحة ببوكاسا من السلطة. خلال العامين التاليين من رئاسة داكو، شغل ثلاثة سياسيين آخرين منصب رئيس الوزراء. تم إلغاء المنصب عندما أطاح أندريه كولينجبا [الإنجليزية] بداكو من الرئاسة في 1 سبتمبر 1981. أعيد إنشاء المنصب، كما هو موجود اليوم، في عام 1991، عندما أُجبر الرئيس كولينجبا على التخلي عن بعض السلطة التنفيذية. يتمتع الرئيس بسلطة تعيين رئيس الوزراء ويمكنه إقالته من منصبه في أي وقت. ورئيس الوزراء هو رئيس الحكومة؛ وفي غضون أيام من تعيينه، يتعين عليه اختيار أفراد لمجلس وزرائه، والذين سيعمل معهم لتنسيق عمل الحكومة.
وفقًا لاتفاق وقف إطلاق النار الذي تم توقيعه بين الحكومة وائتلاف المتمردين سيليكا في 11 يناير 2013، كان من المطلوب من الرئيس فرانسوا بوزيزي تعيين رئيس وزراء جديد من المعارضة السياسية بعد حل الجمعية الوطنية لجمهورية إفريقيا الوسطى وإجراء الانتخابات التشريعية. وفقًا للاتفاق، سيحدث هذا في 11 يناير 2014 على أبعد تقدير. تم تعيين نيكولاس تيانجاي [الإنجليزية]، الذي تم اختياره كرئيس للوزراء من قبل المعارضة والمتمردين، رئيسًا للوزراء في 17 يناير 2013.

رئيس الوزراء الحالي لجمهورية إفريقيا الوسطى هو فيليكس مولوا [الإنجليزية]، منذ 7 فبراير 2022.

## قائمة أصحاب المناصب
الأحزاب السياسية
الانتماءات الأخرى
| #                                                               | الصورة الشخصية                                                  | الاسم (الولادة–الوفاة)                                          | مدة توليه المنصب                                                | مدة توليه المنصب                                                | مدة توليه المنصب                                                | الانتماءات السياسية                                             | الانتماءات السياسية                                             | الملاحظات |
| #                                                               | الصورة الشخصية                                                  | الاسم (الولادة–الوفاة)                                          | تولى المنصب                                                     | ترك المنصب                                                      | الوقت في المنصب                                                 | الانتماءات السياسية                                             | الانتماءات السياسية                                             | الملاحظات |
| جمهورية إفريقيا الوسطى (1958–1960؛ مستقلة داخل المجتمع الفرنسي) | جمهورية إفريقيا الوسطى (1958–1960؛ مستقلة داخل المجتمع الفرنسي) | جمهورية إفريقيا الوسطى (1958–1960؛ مستقلة داخل المجتمع الفرنسي) | جمهورية إفريقيا الوسطى (1958–1960؛ مستقلة داخل المجتمع الفرنسي) | جمهورية إفريقيا الوسطى (1958–1960؛ مستقلة داخل المجتمع الفرنسي) | جمهورية إفريقيا الوسطى (1958–1960؛ مستقلة داخل المجتمع الفرنسي) | جمهورية إفريقيا الوسطى (1958–1960؛ مستقلة داخل المجتمع الفرنسي) | جمهورية إفريقيا الوسطى (1958–1960؛ مستقلة داخل المجتمع الفرنسي) | جمهورية إفريقيا الوسطى (1958–1960؛ مستقلة داخل المجتمع الفرنسي) |
| --------------------------------------------------------------- | --------------------------------------------------------------- | --------------------------------------------------------------- | --------------------------------------------------------------- | --------------------------------------------------------------- | --------------------------------------------------------------- | --------------------------------------------------------------- | --------------------------------------------------------------- | --- |
| 1                                                               |                                                                 | برتلماي بوغندا (1910–1959)                                      | 8 ديسمبر 1958[A]                                                | 29 مارس 1959[B]                                                 | 111 أيام                                                        |                                                                 | ح.ت.ا.إ.س [الإنجليزية]                                          | مؤسس حزب ميسان؛ تفاوض على استقلال أوبانجي-شاري وأطلق على البلاد اسم «جمهورية إفريقيا الوسطى». |
| —                                                               |                                                                 | آبل جومبا [الإنجليزية] (1926–2009)                              | 30 مارس 1959                                                    | 30 أبريل 1959                                                   | 31 أيام                                                         |                                                                 | ح.ت.ا.إ.س                                                       | عمل كرئيس وزراء بالنيابة، وكان له صراع داخلي على السلطة مع داكو بعد وفاة بوغاندا. |
| 2                                                               |                                                                 | ديفيد داكو (1930–2003)                                          | 1 مايو 1959                                                     | 13 أغسطس 1960                                                   | 1 سنة و104 أيام                                                 |                                                                 | ح.ت.ا.إ.س                                                       | استولى على السلطة من غومبا، بدعم من المفوض السامي روجر باربيروت، وغرفة التجارة في بانغي، وأرملة بوغاندا، ميشيل جوردان.                                                                                   |
| جمهورية إفريقيا الوسطى (1960–1976؛ مُستقل)                       |                                                                 |                                                                 |                                                                 |                                                                 |                                                                 |                                                                 |                                                                 | |
| 1                                                               |                                                                 | ديفيد داكو (1930–2003)                                          | 13 أغسطس 1960                                                   | 14 أغسطس 1960[C]                                                | 1 يوم                                                           |                                                                 | ح.ت.ا.إ.س                                                       | كما شغل منصب رئيس الدولة (الرئيس) بعد الاستقلال. |
| أُلغي المنصب (14 أغسطس 1960 – 1 يناير 1975)                      |                                                                 |                                                                 |                                                                 |                                                                 |                                                                 |                                                                 |                                                                 | |
| 2                                                               |                                                                 | إليزابيث دوميتيان [الإنجليزية] (1925–2005)                      | 2 يناير 1975[D]                                                 | 7 أبريل 1976[E]                                                 | 1 سنة و96 أيام                                                  |                                                                 | ح.ت.ا.إ.س                                                       | أول امرأة رئيسة حكومة في إفريقيا. |
| شاغر (8 أبريل 1976 – 4 سبتمبر 1976)                             |                                                                 |                                                                 |                                                                 |                                                                 |                                                                 |                                                                 |                                                                 | |
| 3                                                               |                                                                 | أنجي فيليكس باتاسي [الإنجليزية] (1937–2011)                     | 5 سبتمبر 1976                                                   | 3 ديسمبر 1976[F]                                                | 89 أيام                                                         |                                                                 | ح.ت.ا.إ.س                                                       | شغل منصب الرئيس لاحقًا (1993-2003). |
| إمبراطورية إفريقيا الوسطى (1976–1979)                           |                                                                 |                                                                 |                                                                 |                                                                 |                                                                 |                                                                 |                                                                 | |
| 1                                                               |                                                                 | أنجي فيليكس باتاسي [الإنجليزية] (1937–2011)                     | 8 ديسمبر 1976                                                   | 14 يوليو 1978                                                   | 1 سنة و218 أيام                                                 |                                                                 | ح.ت.ا.إ.س                                                       | |
| 2                                                               |                                                                 | هنري مايدو [الإنجليزية] (ولد في 1936)                           | 14 يوليو 1978                                                   | 21 سبتمبر 1979                                                  | 1 سنة و69 أيام                                                  |                                                                 | ح.ت.ا.إ.س                                                       | كتب رسالة في 4 سبتمبر 1979 إلى المسؤولين الحكوميين الفرنسيين، طالبًا منهم وضع حد لحكم بوكاسا الاستبدادي. وبعد أقل من ثلاثة أسابيع، نفذ الفرنسيون بنجاح عملية باراكودا، وأطاحوا بنظام بوكاسا.              |
| جمهورية إفريقيا الوسطى (1979–الآن)                              |                                                                 |                                                                 |                                                                 |                                                                 |                                                                 |                                                                 |                                                                 | |
| 4                                                               |                                                                 | هنري مايدو [الإنجليزية] (ولد في 1936)                           | 21 سبتمبر 1979                                                  | 26 سبتمبر 1979[G]                                               | 5 أيام                                                          |                                                                 | ح.ت.ا.إ.س                                                       | |
| 5                                                               |                                                                 | برنارد أياندهو [الإنجليزية] (1930–1993)                         | 26 سبتمبر 1979                                                  | 22 أغسطس 1980[H]                                                | 331 أيام                                                        |                                                                 | ح.ت.ا.إ.س                                                       | شغل سابقًا منصب وزير الاقتصاد. |
| 5                                                               | ا.د.ل.إ [الإنجليزية][I]                                         | برنارد أياندهو [الإنجليزية] (1930–1993)                         | 26 سبتمبر 1979                                                  | 22 أغسطس 1980[H]                                                | 331 أيام                                                        |                                                                 |                                                                 | شغل سابقًا منصب وزير الاقتصاد. |
| شاغر (23 أغسطس 1980 – 11 نوفمبر 1980)                           |                                                                 |                                                                 |                                                                 |                                                                 |                                                                 |                                                                 |                                                                 | |
| 6                                                               |                                                                 | جان بيير لوبوادر [الإنجليزية] (ولد في 1944)                     | 12 نوفمبر 1980                                                  | 4 أبريل 1981                                                    | 143 أيام                                                        |                                                                 | ا.د.ل.إ                                                         | وزير الاقتصاد والمالية في حكومة غاومباليت من عام 2003–2004. |
| 7                                                               |                                                                 | سيمون نارسيس بوزانجا [الإنجليزية] (1942–2010)                   | 4 أبريل 1981                                                    | 1 سبتمبر 1981                                                   | 150 أيام                                                        |                                                                 | ا.د.ل.إ                                                         | شغل منصب الأمين العام ووزير العدل في حكومة داكو. |
| أُلغي المنصب (2 سبتمبر 1981 – 14 مارس 1991)                      |                                                                 |                                                                 |                                                                 |                                                                 |                                                                 |                                                                 |                                                                 | |
| 8                                                               |                                                                 | إدوارد فرانك (ولد في 1934)                                      | 15 مارس 1991                                                    | 4 ديسمبر 1992                                                   | 1 سنة و264 أيام                                                 |                                                                 | ت.د.ل.إ [الإنجليزية]                                            | شغل منصب رئيس المحكمة العليا في جمهورية إفريقيا الوسطى. أعلن فوز باتاسيه في الانتخابات الرئاسية لعام 1993.                                                                                               |
| 9                                                               |                                                                 | تيموثي ماليندوما [الإنجليزية] (1935–2010)                       | 4 ديسمبر 1992                                                   | 26 فبراير 1993[J]                                               | 84 أيام                                                         |                                                                 | م.م [الإنجليزية]                                                | وزير الاقتصاد الوطني في حكومة بوكاسا ووزير الدولة في عهد داكو. |
| 10                                                              |                                                                 | إينوك ديرانت لاكويه [الإنجليزية] (ولد في 1945)                  | 26 فبراير 1993                                                  | 25 أكتوبر 1993                                                  | 241 أيام                                                        |                                                                 | ح.د.ا                                                           | مرشح من الحزب الاشتراكي الديمقراطي في الانتخابات الرئاسية لعامي 1993 و1999. عمل لاحقًا رئيسًا للإدارة الوطنية لبنك دول وسط إفريقيا.                                                                        |
| 11                                                              |                                                                 | جان لوك ماندابا [الإنجليزية] (1943–2000)                        | 25 أكتوبر 1993                                                  | 12 أبريل 1995[K]                                                | 1 سنة و169 أيام                                                 |                                                                 | (ح.ت.ش.إ.و) [الإنجليزية]                                        | وزير الصحة في حكومة كولينغبا ونائب رئيس الحزب الليبرالي اللينيني. |
| 12                                                              |                                                                 | غابرييل كويامبونو [الإنجليزية] (ولد في 1947)                    | 12 أبريل 1995                                                   | 6 يونيو 1996                                                    | 1 سنة و55 أيام                                                  |                                                                 | (ح.ت.ش.إ.و) [الإنجليزية]                                        | مفتش في الخدمة المدنية قبل أن يصبح رئيساً للوزراء. |
| 13                                                              |                                                                 | جان بول نجوباندي [الإنجليزية] (1948–2014)                       | 6 يونيو 1996                                                    | 30 يناير 1997                                                   | 238 أيام                                                        |                                                                 | (ح.و.و) [الإنجليزية]                                            | السفير السابق في فرنسا. |
| 14                                                              |                                                                 | ميشيل جبيزيرا-بريا [الإنجليزية] (ولد في 1946)                   | 30 يناير 1997[L]                                                | 4 يناير 1999                                                    | 1 سنة و339 أيام                                                 |                                                                 | مُستقل                                                           | شغل منصب وزير الخارجية سابقًا. |
| 15                                                              |                                                                 | أنيسيت جورج دولوغويلي [الإنجليزية] (ولد في 1957)                | 4 يناير 1999                                                    | 1 أبريل 2001[M]                                                 | 2 سنوات و87 أيام                                                |                                                                 | مُستقل                                                           | وزير المالية والميزانية في حكومة جبيزيرا-بريا. |
| 16                                                              |                                                                 | مارتن زيغيلي [الإنجليزية] (ولد في 1957)                         | 1 أبريل 2001                                                    | 15 مارس 2003[N]                                                 | 1 سنة و348 أيام                                                 |                                                                 | (ح.ت.ش.إ.و) [الإنجليزية]                                        | احتل المركز الثاني خلف فرانسوا بوزيزيه في الجولة الأولى من الانتخابات الرئاسية لعام 2005، لكنه خسر الجولة الثانية. انتخب لفترة ولاية مدتها ثلاث سنوات كرئيس لحزب المؤتمر الشعبي الليبرالي في يونيو 2007. |
| 17                                                              |                                                                 | آبل جومبا [الإنجليزية] (1926–2009)                              | 23 مارس 2003                                                    | 11 ديسمبر 2003[O]                                               | 263 أيام                                                        |                                                                 | (ج.و.ت) [الإنجليزية]                                            | رئيس الوزراء بالنيابة بعد وفاة بوغاندا في عام 1959. نائب الرئيس من 11 ديسمبر 2003 إلى 15 مارس 2005. |
| 18                                                              |                                                                 | سيليستين جاومباليت [الإنجليزية] (1942–2017)                     | 12 ديسمبر 2003                                                  | 11 يونيو 2005[P]                                                | 1 سنة و181 أيام                                                 |                                                                 | مُستقل                                                           | المدير العام السابق لبنك الاتحاد في وسط إفريقيا (UBAC)، عمل في بنك التنمية لدول وسط إفريقيا في الكونغو برازافيل، وترأس بنك الشعب المغربي لوسط إفريقيا. ثم أصبح رئيسًا للجمعية الوطنية.                    |
| 19                                                              |                                                                 | إيلي دوتي [الإنجليزية] (ولد في 1947)                            | 13 يونيو 2005                                                   | 18 يناير 2008[Q]                                                | 2 سنوات و219 أيام                                               |                                                                 | مُستقل                                                           | أصبح وزيراً للمالية في التعديل الوزاري في سبتمبر 2006، مع احتفاظه بمنصبه رئيساً للوزراء. |
| 20                                                              |                                                                 | فوستان آرشانج تواديرا (ولد في 1957)                             | 22 يناير 2008                                                   | 17 يناير 2013                                                   | 4 سنوات و361 أيام                                               |                                                                 | مُستقل                                                           | حصل على درجتي دكتوراه في الرياضيات. شغل منصب نائب رئيس جامعة بانغي من مايو 2004 حتى تعيينه رئيسًا للوزراء. شغل منصب الرئيس لاحقًا (منذ 2016 حتى الآن).                                                     |
| 21                                                              |                                                                 | نيكولاس تيانجاي [الإنجليزية] (ولد في 1956)                      | 17 يناير 2013                                                   | 10 يناير 2014[R]                                                | 358 أيام                                                        |                                                                 | مُستقل                                                           | شغل منصب رئيس المجلس الوطني الانتقالي في الفترة من 2003 إلى 2005. |
| —                                                               |                                                                 | أندريه نزاباييكي [الإنجليزية] (ولد في 1951)                     | 25 يناير 2014                                                   | 10 أغسطس 2014                                                   | 197 أيام                                                        |                                                                 | مُستقل                                                           | عمل كرئيس وزراء بالإنابة؛ وكان المدير التنفيذي السابق لبنك التنمية الإفريقي ونائب رئيس بنك دول وسط إفريقيا.                                                                                              |
| —                                                               |                                                                 | محمد كمون [الإنجليزية] (ولد في 1961)                            | 10 أغسطس 2014                                                   | 2 أبريل 2016                                                    | 1 سنة و236 أيام                                                 |                                                                 | مُستقل                                                           | رئاسة حكومة انتقالية لحين التنفيذ الكامل لاتفاق السلام. |
| 22                                                              |                                                                 | سيمبلس سارانجي [الإنجليزية] (ولد في 1955)                       | 2 أبريل 2016                                                    | 27 فبراير 2019                                                  | 2 سنوات و331 أيام                                               |                                                                 | مُستقل                                                           | |
| 23                                                              |                                                                 | فيرمين نجريبادا [الإنجليزية] (ولد في 1968)                      | 27 فبراير 2019                                                  | 15 يونيو 2021                                                   | 2 سنوات و108 أيام                                               |                                                                 | مُستقل                                                           | |
| 23                                                              | (ح.ق.م) [الإنجليزية]                                            | فيرمين نجريبادا [الإنجليزية] (ولد في 1968)                      | 27 فبراير 2019                                                  | 15 يونيو 2021                                                   | 2 سنوات و108 أيام                                               |                                                                 |                                                                 | |
| 24                                                              |                                                                 | هنري ماري دوندرا [الإنجليزية] (ولد في 1966)                     | 15 يونيو 2021                                                   | 7 فبراير 2022                                                   | 237 أيام                                                        |                                                                 | مُستقل                                                           | |
| 25                                                              |                                                                 | فيليكس مولوا [الإنجليزية] (ولد في 1957)                         | 7 فبراير 2022                                                   | شاغل المنصب                                                     | 3 سنوات و134 أيام                                               |                                                                 | (ح.ق.م) [الإنجليزية]                                            | |

## الحواشي
- A شغل أغومبا منصب رئيس مجلس الحكومة منذ 26 يوليو 1958.[6] وعندما أصبحت جمهورية إفريقيا الوسطى تتمتع بالحكم الذاتي الإقليمي، شغل منصب رئيس الحكومة بالنيابة من 1 ديسمبر 1958 إلى 8 ديسمبر 1958.
- B قُتل بوغاندا في حادث تحطم طائرة غامض في 29 مارس 1959، أثناء توجهه إلى بانغي.[48] لم يتم تحديد السبب الدقيق للحادث،[49] لكن كان هناك اشتباه واسع النطاق في التخريب.[50] وجد الخبراء أثرًا للمتفجرات في حطام الطائرة، لكن تم حجب الكشف عن هذه التفاصيل. على الرغم من عدم تحديد المسؤولين عن الحادث مطلقًا، إلا أن الناس يشتبهون في تورط جهاز المخابرات الفرنسي، وحتى زوجة بوغاندا.
- C أقال داكو منصب رئيس الوزراء وعزز السلطة في يد الرئاسة.
- D أسس جان بيدل بوكاسا، الرئيس مدى الحياة، حكومة جديدة في 2 يناير 1975 وأعاد منصب رئيس الوزراء. وعين دوميتيان رئيسًا لـح.ت.ا.إ.س ورئيس وزراء جمهورية إفريقيا الوسطى.[11]
- E تم عزل دوميتيان من منصبها لأنها أعربت علنًا عن عدم موافقتها على خطط بوكاسا لإنشاء نظام ملكي في جمهورية إفريقيا الوسطى.[51] ثم تم وضع بوكاسا تحت الإقامة الجبرية.[52]
- F في 4 ديسمبر 1976، أسس بوكاسا دستورًا جديدًا وأعلن الجمهورية ملكية، إمبراطورية إفريقيا الوسطى.[53]
- G  عين الرئيس داكو مايدو نائبًا للرئيس في 27 سبتمبر 1979.[21]
- H  أقال داكو رئيس الوزراء أياندو من منصبه في 22 أغسطس 1980، واعتبره تهديدًا سياسيًا، ووضعه تحت الإقامة الجبرية.[16]
- I  أسس داكو الاتحاد الديمقراطي لإفريقيا الوسطى في فبراير 1980 باعتباره الحزب السياسي الوحيد في البلاد.[54]
- J  تم عزل ماليندوما من منصبه كرئيس للوزراء وتم استبداله بلاكوي.[55]
- K  في أبريل 1995، استقال ماندابا من منصبه كرئيس للوزراء، مستبقاً تهديداً بحجب الثقة من حزبه، في أعقاب اتهامات بالعجز والفساد.[28]
- L  عُين جبيزيرا بريا رئيسًا للوزراء في الثلاثين من يناير 1997 ليحل محل نجوباندي الذي اتُهم بالانحياز إلى الجنود الساخطين الذين أشعلوا تمردًا في الخامس عشر من نوفمبر 1996 للمطالبة بزيادة الأجور. كما لم يدعم نجوباندي بقوة قرار الرئيس باتاسي باستدعاء القوات الفرنسية لقمع انتفاضة الجنود.[56]
- M  في الأول من أبريل 2001، أقال الرئيس باتاسيه دولوجيلي وعين مكانه زيجيلي، وهو دبلوماسي كبير شغل منصب السفير في بنين طيلة العامين الماضيين. ولم يقدم باتاسيه أي تفسير لقراره، ولكن المراقبين السياسيين يؤكدون أن دولوجيلي، الذي لا ينتمي إلى أي حزب سياسي، أصبح غير محبوب على نطاق واسع بين أوساط حزب حركة تحرير شعب بوليفيا الحاكم.[57]
- N  ترك زيغيلي منصبه عندما استولى فرانسوا بوزيزيه على السلطة في 15 مارس 2003.
- O  في 11 ديسمبر 2003، تم عزل جومبا من منصبه كرئيس للوزراء وتم تعيينه نائباً للرئيس.[58]
- P  استقال جاومباليت من منصبه كرئيس للوزراء في 11 يونيو 2005 بعد انتخابه رئيسًا للجمعية الوطنية في 7 يونيو.[59]
- Q في منتصف يناير 2008، قدم أعضاء الجمعية الوطنية اقتراحًا بحجب الثقة عن حكومة دوتي، ردًا على إضراب الخدمة المدنية في جميع أنحاء البلاد الذي بدأته النقابات العمالية احتجاجًا على فشل الحكومة في سداد المتأخرات لموظفي الحكومة.[60] في 18 يناير، أعلن دوتي استقالته من منصب رئيس الوزراء.[61]
- R استقال تيانغاي مع الرئيس ميشيل جوتوديا في انجمينا، تشاد في 10 يناير 2014.[62]

## وصلات خارجية
- Elections in the Central African Republic
- BBC News Timeline: Central African Republic